# Proteaza HIV
Proteaza HIV je retrovirusna aspartilna proteaza, ki je bistvena za življenjski cikel virusa HIV, povzročitelja aidsa.
Proteaza HIV cepi na novo sintetizirane poliproteine na ustreznih mestih, in tako nastanejo zrele beljakovine kužnega viriona HIV. Brez pravilnega delovanja tega encima nastali delci virusa niso kužni. Zato mutacije v aktivnem mestu encima ali zaviranje njegovega delovanja preprečijo virusu, da bi se podvojeval in okužil druge celice, in posledično je zaviranje proteaze HIV eden od načinov zdravljenja okužbe.

## Zgradba in delovanje
Zgradbo proteaze HIV so raziskovali s pomočjo rentgenske kristalografije. Encim obstaja v obliki homodimera, vsaka od podenot je zgrajena iz 99 aminokislin. AKtivno mesto leži med obema istima podenotama in vsebuje aminokislinsko zaporedje Asp-Thr-Gly (Asp25, Thr26 in Gly27), značilno za aspartilne proteaze. Oba aminokislinska ostanka (eden v vsaki od obeh verig) imata katalitsko vlogo. Glede na teorijo, ki jo je predstavil Jaskolski s sodelavci, ima pri delovanju encima voda vlogo nukleofila, ki omogoči vezavo poliproteina na aspartilni aminokislinski preostanek v aktivnem mestu, in tako pride do cepitve peptidne vezi v poliproteinu.

## Proteaza HIV kot tarča za zdravila
Ker ima proteaza HIV pomembno vlogo v podvojevanju virusa HIV, je bil ta encim prvotna biološka tarča za zdravila pri okužbi z virusom HIV. Zaviralci proteaze HIV delujejo tako, da se specifično vežejo na aktivno mesto encima, saj oponašajo tetraedersko zgradbo intermediata biloškega substrata. Molekula učinkovine ostane vezana na aktivno mesto in encim ne more cepiti virusnih poliproteinov. Vendar zaradi visoke stopnje mutacij retrovirusov in ker lahko zamenjava samo ene aminokisline v aminokislinskem zaporedju encima povzroči, da postane le-ta »neviden« za učinkovino, je aktivno mesto encima podvrženo hitremu mutiranju pod selektivnim pritiskom tovrstnih učinkovin. Eden od pristopov za zmanjšanje pojava odpornosti virusov proti zdravilom je sočasna uporaba več različnih protiretrovirusnih učinkovin, ki delujejo na različne biološke tarče virusa. Druge biološke tarče protiretrovirusnih zdravil so reverzna transkriptaza, vezava virusa na celico, fuzija s celično membrano, integracija cDNA in združevanje virusnih komponent v nov virion.